# Qawwali

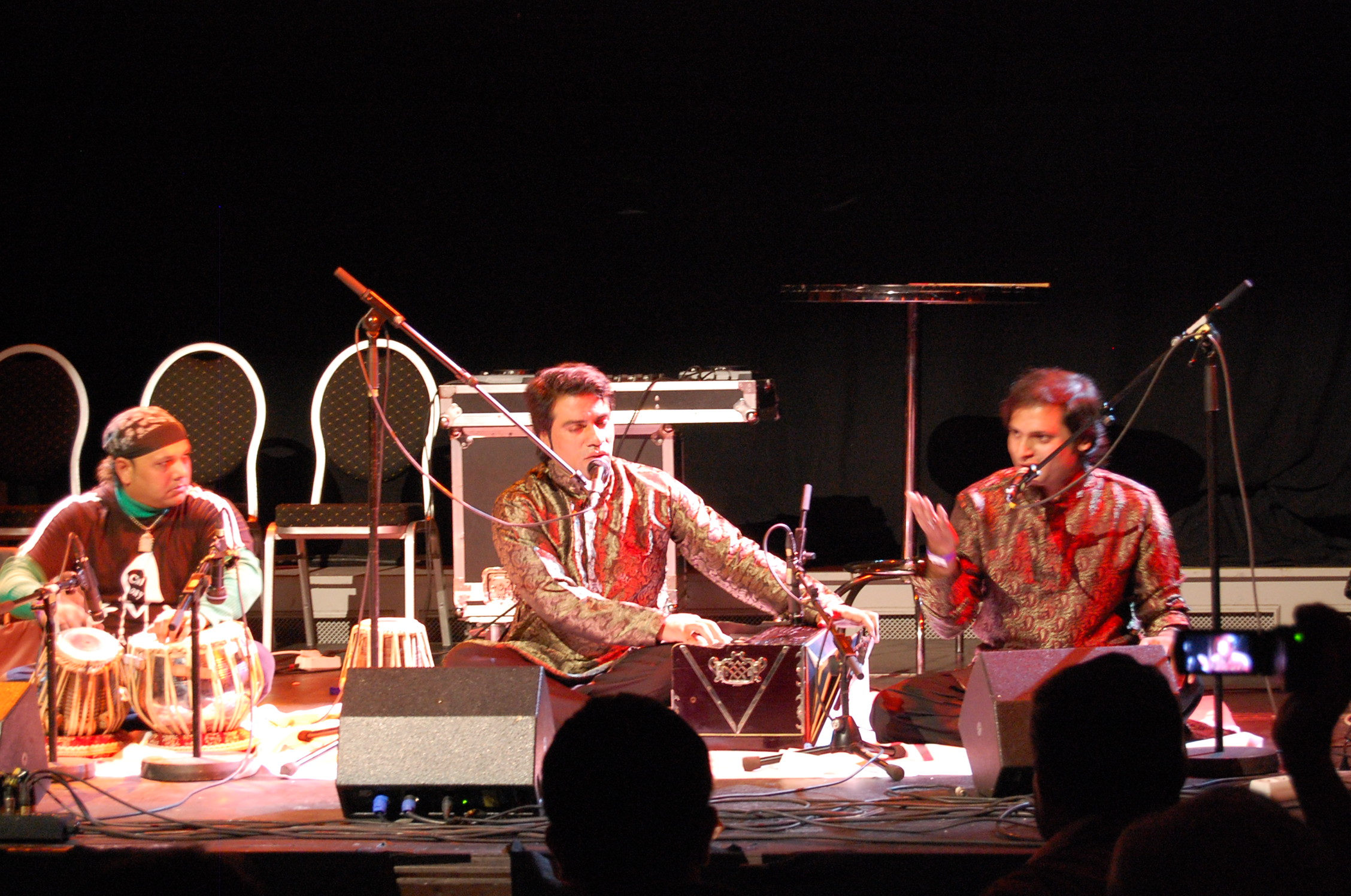
Optreden van de qawwāl (qawwali-zanger) Javed Bashir in Oslo, 2006

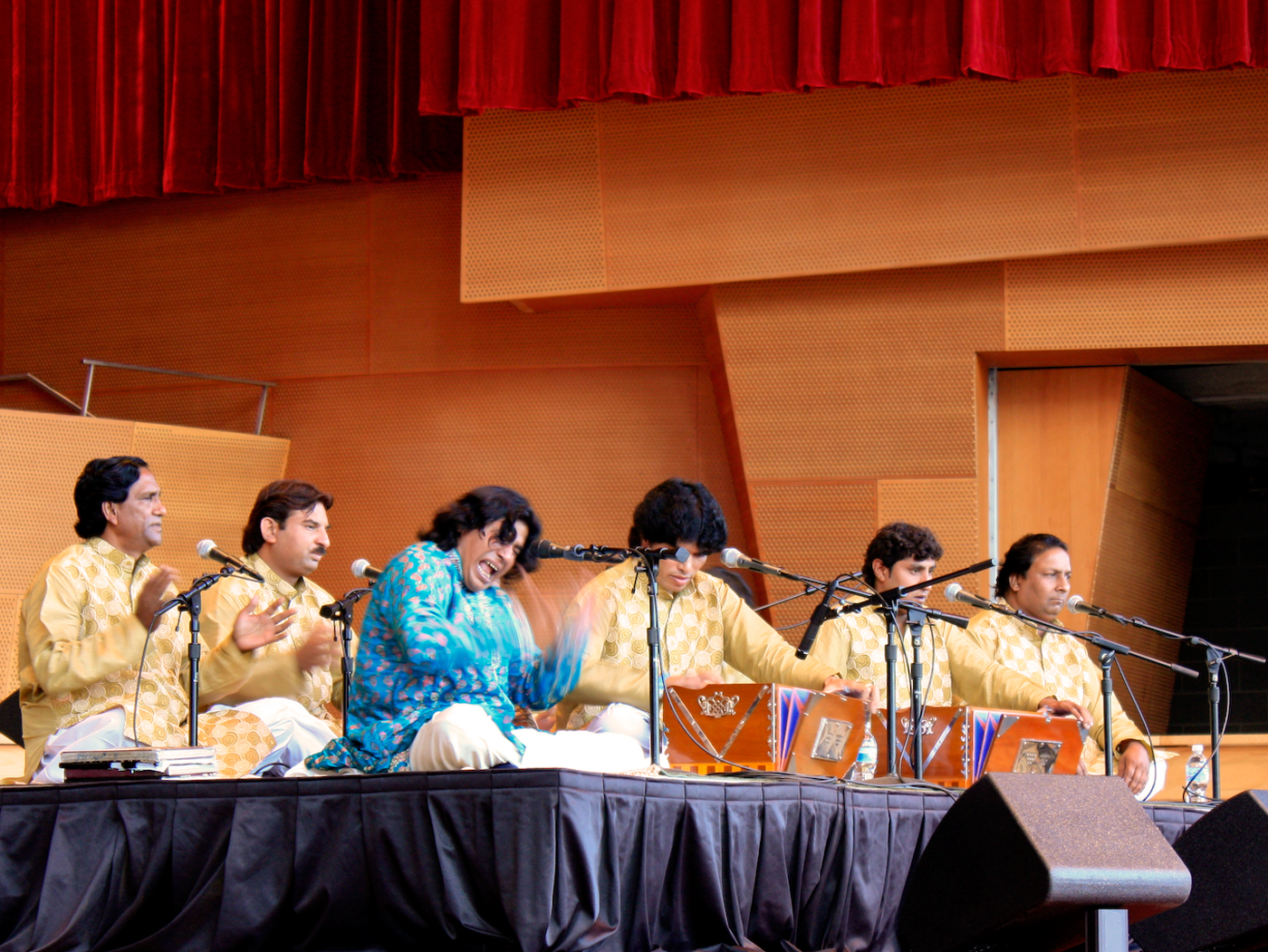
Optreden van Faiz Ali Faiz in Chicago, 2009

Qawwali (Hindi-Urdu: क़व्वाली, قوّالی) is een eeuwenoude vorm van soefistische religieuze devotionele muziek afkomstig uit Zuid-Azië. De term "qawwali" staat voor de zang van een qawwāl, iemand die herhaaldelijk een qaul (Arabisch: قَوْل, uitspraak van de profeet Mohammed) zingt. De liederen van qawwalli worden voornamelijk in het Urdu en Hindi gezongen, hoewel er ook liederen in het Perzisch en verschillende regionale Zuid-Aziatische talen zoals Punjabi zijn. Het is vooral populair in Pakistan, India, Bangladesh en Afghanistan.
Qawwali werd oorspronkelijk gespeeld in dargahs en andere soefistische schrijnen. In de 20e eeuw werd qawwali populair bij een groot publiek, onder meer in de Pakistaanse provincies Punjab en Sindh en in Haiderabad, Delhi en andere delen van India. Wereldwijd heeft de muziekstijl vooral bekendheid gekregen door toedoen van de Pakistaanse zanger Nusrat Fateh Ali Khan, die onder andere een aantal albums uitbracht op het wereldmuziek-platenlabel Real World Records van Peter Gabriel.
De muziekstijl heeft zijn oorsprong in het Perzische Rijk van de 8e eeuw. In de 11e eeuw migreerde de soefistische sama-traditie naar Zuid-Azië, waar Amir Khusrow van de soefistische Chishtiyya-orde in de 13e eeuw de Perzische en Indiase muzikale tradities tot qawwali verenigde.
Qawwali is gezongen poëzie, begeleid door verschillende muzikale instrumenten en handgeklap. Een qawwali-groep  (een humnawa in het Urdu) bestaat uit acht of negen man, waaronder een hoofdzanger, een of twee ondersteunende zangers, een of twee harmoniums (vaak bespeeld door een van de zangers), een of twee slagwerkers die tabla en dhool spelen, en een koor van vier of vijf man die belangrijke verzen herhalen en de muziek begeleiden door in hun handen te klappen. Vóór de introductie van harmoniums werden sarangi's gebruikt. Tijdens een qawwali-concert (een Mehfil-e-Sama) zitten de spelers met gekruiste benen, de zangers op de eerste rij en de begeleidende musici op de tweede rij. 
Alle spelers zijn mannelijk, aangezien het aan vrouwen traditioneel verboden was om in de aanwezigheid van mannen te zingen. Hedendaagse vrouwelijke zangers als de Pakistaanse Abida Parveen zingen wel liederen uit het qawwali-repertoire.
Liederen zijn meestal 15 tot 30 minuten lang, hoewel ze ook veel langer kunnen zijn. Het langste nummer dat op plaat is uitgebracht is Hashr Ke Roz Yeh Poochhunga van de Pakistaanse qawwāl Aziz Mian, dat meer dan 115 minuten lang is. 
Een muziekstijl afgeleid van qawwali is film-qawwali, een type filmmuziek dat veel gebruikt wordt in Pakistaanse en Indiase films (Lollywood- en Bollywood-films). Deze muziekstijl heeft echter meestal weinig van doen met traditionele qawwali. Een subgenre van film-qawwali is techno-qawwali, dat de muziek mengt met techno-ritmes en andere Westerse elementen.

## Structuur van een lied
Een qawwali-lied wordt meestal ingeleid met:
- Een instrumentale prelude waarin de hoofdmelodie gespeeld wordt op het harmonium, begeleid door de tabla. Dit deel kan geïmproviseerde variaties op de melodie bevatten.
- Een alap, een lange, tonale, geïmproviseerde melodie waarbij de zangers verschillende lange noten zingen in de raga (het muzikale raamwerk) van het lied.
- Een deel waarin de hoofdzanger begint verschillende verzen te zingen die geen deel vormen van het lied maar er wel thematisch aan gerelateerd zijn. Deze verzen worden aritmisch en geïmproviseerd gezongen, begeleid door het harmonium. Nadat de hoofdzanger een vers heeft gezongen, wordt het vers herhaald door een van de begeleidende zangers, die er zelf weer op kan improviseren.

Hierna volgt het lied zelf, begeleid door de tabla en dhool en handgeklap. De tekst wordt nooit geïmproviseerd, maar de melodie bevat wel subtiele improvisaties. Tijdens de uitvoering kan een van de spelers een alap zingen. Ook wordt wel sargam tussendoor gezongen, iets dat Nusrat Fateh Ali Khan populair heeft gemaakt. 
Het nummer bouwt langzaam op en wordt steeds sneller en wilder gezongen, waardoor de toehoorder geleidelijk in een trance raakt. Elke zanger probeert de andere zangers de loef af te steken met zijn zangtechniek en improvisatie. Sommige zangers zingen lange stukken sargam, vaak improviserend samen met een leerlingzanger. 
Het lied eindigt meestal plotseling.

## Soorten liederen
- Een hamd (Arabisch: حمد, "lof") is een loflied voor Allah. Traditioneel begint een qawwali-concert met een dergelijke hamd.
- Een naat (نعت, "beschrijving") is een loflied voor de profeet Mohammed.
- Een manqabat (مناقب, "eigenschappen") is een loflied voor Ali ibn Aboe Talib of een van soefistische heiligen.
- Een marsiya (مرثية, "klaaglied voor een overledene") is een klaaglied voor de familieleden van Hoessein die bij de Slag bij Karbala omkwamen. Een dergelijke marsiya vomt vaak deel van een sjiitisch qawwali-concert.
- Een ghazal (غزل, "liefdeslied") is een lied over het verlangen van de mens naar God. Ghazal heeft zich ontwikkeld tot een populaire seculiere muziekstijl maar in de context van qawwali is het een spirituele stijl waarin het niet-religieuze onderwerp (bijvoorbeeld liefde of drank) een metafoor is voor het verlangen naar God.
- Een kafi is een gedicht dat wordt gezongen in het Punjabi, Sindhi of Saraiki.
- Een munadjaat (مناجاة, "nachtelijk gesprek") is een danklied voor Allah.

## Bekende zangers
Enkele bekende qawwāls (qawwali-zangers) zijn:
- Ustad Qawwal Bahauddin (Pakistan, 1934-2006)
- Aziz Mian (Pakistan, 1942-2000)
- Nusrat Fateh Ali Khan (Pakistan, 1948-1997)
- Rahat Nusrat Fateh Ali Khan (Pakistan, geboren 1974)